# Kristof Verhassel
Kristof Verhassel (Sint-Niklaas, 19 januari 1979) is een Vlaams acteur

## Levensloop
Verhassel studeerde in 2003 af aan het Koninklijk Conservatorium van Gent. In het theater speelde hij mee in een aantal producties van theatergezelschappen Het Gevolg en theaterMalpertuis.

## Filmografie
- Flikken (1999) - als Serge
- Blinker (1999) - als Knots van de Red Vampires
- Blinker en het Bagbag-juweel (2000) - als Knots van de Red Vampires
- Kaat & co (2004)
- Rupel (2004) - als Carl
- Thuis (2006) - als Wim Daniëls van de narcoticabrigade
- Witse (2006) - als Jeroen Verdoodt
- Wittekerke (2007) - als Tom Olivier
- Spoed (2007) - als Peter
- Aspe (2007) - als Joris Van Eynden
- Lili & Marleen (2007) - als Patrick
- De Kotmadam (2007) - als Leo
- Emma (2007) - als Bob Loonen
- Sara (2008) - als Olivier Mathyssen
- Happy Singles (2008) - als dokter Ken
- Witse (2008) - als Gert Deconinck
- LouisLouise (2009) - als Manu Moeyaerts
- Click-ID (2009-2010) - als Perry
- David (2010) - als lijfwacht van de koning
- Dag & Nacht: Hotel Eburon (2010) - als Jimmy
- F.C. De Kampioenen (2010) - als Jean-Jacques De Rijke
- Vermist II en III (2010-2011) - als Bart Geeraerts
- Ella (2011)
- Rox (2011) - als Rudolf
- Witse (2012) - als Pieter Verbuere
- De Vijfhoek (2012) - als dokter
- Code 37 (2012) - als Bart Maes
- Familie (2012) - als Guy Rogiers
- Salamander (2012-2013) - als bendelid
- Crème de la Crème (2013) - als vertegenwoordiger van de bank
- Wolven (2013) - als ingenieur
- Zone Stad (2013) - als Jordi
- Binnenstebuiten (2013) - als Koen
- GoGoGo! (2014-2016) - als meester Alec
- De Kroongetuigen (2014) - als ondervrager
- Deadline 25/5 (2014) - als Nico Depuydt
- Familie (2015-2018) - als Stan Lauwers
- Ghost Rockers (2015-2017) - als agent Tom
- Spitsbroers (2015) - als Jordi Willems
- Altijd Prijs (2015) - als Hans Segers
- Professor T. (2015) - als Frederik Verhulst
- Vermist VII (2016) - als Alex
- Zie mij graag (2017) - als Yves Debaere
- De zonen van Van As (2017)
- De Kotmadam (2019) - als Giovanni
- Thuis (2019-2020) - als Jasper Berens
- L'ennemi (2020) - als supervisor bij de ingang van de gevangenis
- Hidden Assets (2021) - als securityman
- Lisa (2021) - als Tibo
- Onder De Radar (2023) - als René Everaert
- Boomer (2023) - als Stefaan
- De Buurtpolitie: De Klok Tikt (2023) - als Marco Costa
- Milo (2025) - als Jan